# Petri Huru
Petri Huru, född 19 september 1966 i Björneborg, är en finländsk politiker (Sannfinländarna). Han har varit anställd som överbrandman. Huru är ledamot av Finlands riksdag sedan den 2 juli 2019.
Huru fick en suppleantplats i riksdagsvalet 2019 med 3 962 röster från Satakunta valkrets. Laura Huhtasaari tillträdde som ledamot av Europaparlamentet i juli 2019 och ersattes i riksdagen av Huru.